# Грабовские
Грабовские — польские графские и дворянские роды, состоявшие в русском подданстве.

## Происхождение и история родов
Первый, герба Збичвич (пол. Grabowscy herbu Zbiświcz‎), происходит от Германа Грабовского (1501—1588), владевшего поместьями в Восточной Пруссии. Иосиф-Игнатий Грабовский получил (1840) графское достоинство в Пруссии (нем. Götzendorf-Grabowski, Grafen von Grabowski).
Второй род, герба Окша (пол. Grabowscy herbu Oksza‎), восходит к XVII века. Иван Грабовский, ротмистр панцырной хоругви, бывший под Москвой (1610), пожалован вотчинами. Франц Грабовский убит под Веной (1683).
- Грабовский, Стефан (1767—1847) — военный и государственный деятель Речи Посполитой, Герцогства Варшавского и Царства Польского.
- Грабовский, Михаил Григорий (1719—1799, Краков) — военный деятель Речи Посполитой, генерал-лейтенант литовских войск
- Грабовский, Ян Ежи (ум. 1789) — военный и государственный деятель Речи Посполитой, генерал-лейтенант польских войск, генеральный инспектор литовской кавалерии, брат предыдущего.
  - Грабовский, Ежи Франтишек (1756 — после 1800) — генерал-лейтенант литовских войск, генеральный инспектор литовской кавалерии, комендант войск Римской республики.
  - Грабовский, Павел Ежи (1759—1794) — генерал-лейтенант, генерал-инспектор литовской армии и староста волковысский.

Четыре ветви, на которые разделился этот род, внесены в родословные книги губерний Минской, Подольской, Ковенской и Виленской.
Третий род, герба Побог, разделился на две ветви, внесенные в VI и I части родословной книги Подольской губернии. Станислав-Франц Грабовский чашник каменецкий (1681). Другой Франц Грабовский (1750— 1836) — сенатор-воевода Царства Польского. Его сын, Томаш Грабовский (1787—1840) — сенатор-каштелян.
Четвёртый род, герба Ястржембец, происходил из Малой Польши, и разделился на четыре ветви, внесённые в I часть родословных книг Ковенской, Волынской и Подольской губерний. Иван Матвеевич Грабовский, стольник смоленский, подписал акт избрания на польский престол Августа II (1697).
Пятый род, герба Топор (пол. Grabowscy herbu Topór‎).
Существовал уже в XV веке. Член государственного совета, министр, статс-секретарь Царства Польского, Степан Фомич Грабовский и двоюродный брат его Станислав Иванович Грабовский утверждены в графском достоинстве в России (1836). Род этот внесён в V часть родословных книг Виленской и Гродненской губерний.
Есть ещё шесть родов Грабовских, нового происхождения.
Высочайше утверждённым (01 февраля 1894) мнением Государственного совета за Иосифом-Карлом-Густавом-Антоновым-Иосифовым-Фаддеевым-Пржемыславовым Грабовским утверждён графский титул.
Латинский девиз герба «Omnia sub ictu cadent» («Все падут под ударами»).